# Air India
Air India (hindi: एअर इंडिया) är ett internationellt flygbolag i Indien.
Air India grundades som Tata Airlines 1932 av J. R. D. Tata och ingick då i Tata Group. Bolaget har konkurrens av flera bolag så som Indigo, Spicejet, Vistara och Gofirst.
Bolaget hade ett avtal med flygbolagsalliansen Star Alliance om ett framtida medlemskap men på grund av att Air India inte levde upp till åtaganden och uppställda krav suspenderades ansökan. I juni 2014 beslutades dock att Air India blir en fullvärdig medlem av Star Alliance den 11 juli 2014.
| Flygbolag          | Typ av operation                               |
| ------------------ | ---------------------------------------------- |
| Air India          | Medel och långdistans (Internationellt)        |
| Air India Cargo    | Frakt (Internationellt)                        |
| Air India Regional | Kortdistans (Inrikes)                          |
| Air India Express  | Kort och medeldistans (Inrikes och inom Asien) |
| Indian Airlines    | Kort och medeldistans (Inrikes)                |

| Flygplanstyp     | Antal i operation | Antal beställningar |
| ---------------- | ----------------- | ------------------- |
| Airbus A319-100  | 22                | 0                   |
| Airbus A320-200  | 30                | 0                   |
| Airbus A320neo   | 7                 | 7                   |
| Airbus A321-200  | 20                | 0                   |
| Airbus A350-900  | 0                 | 25                  |
| Boeing 747-400   | 4                 | 0                   |
| Boeing 777-200LR | 8                 | 0                   |
| Boeing 777-300ER | 12                | 3                   |
| Boeing 787-8     | 23                | 4                   |

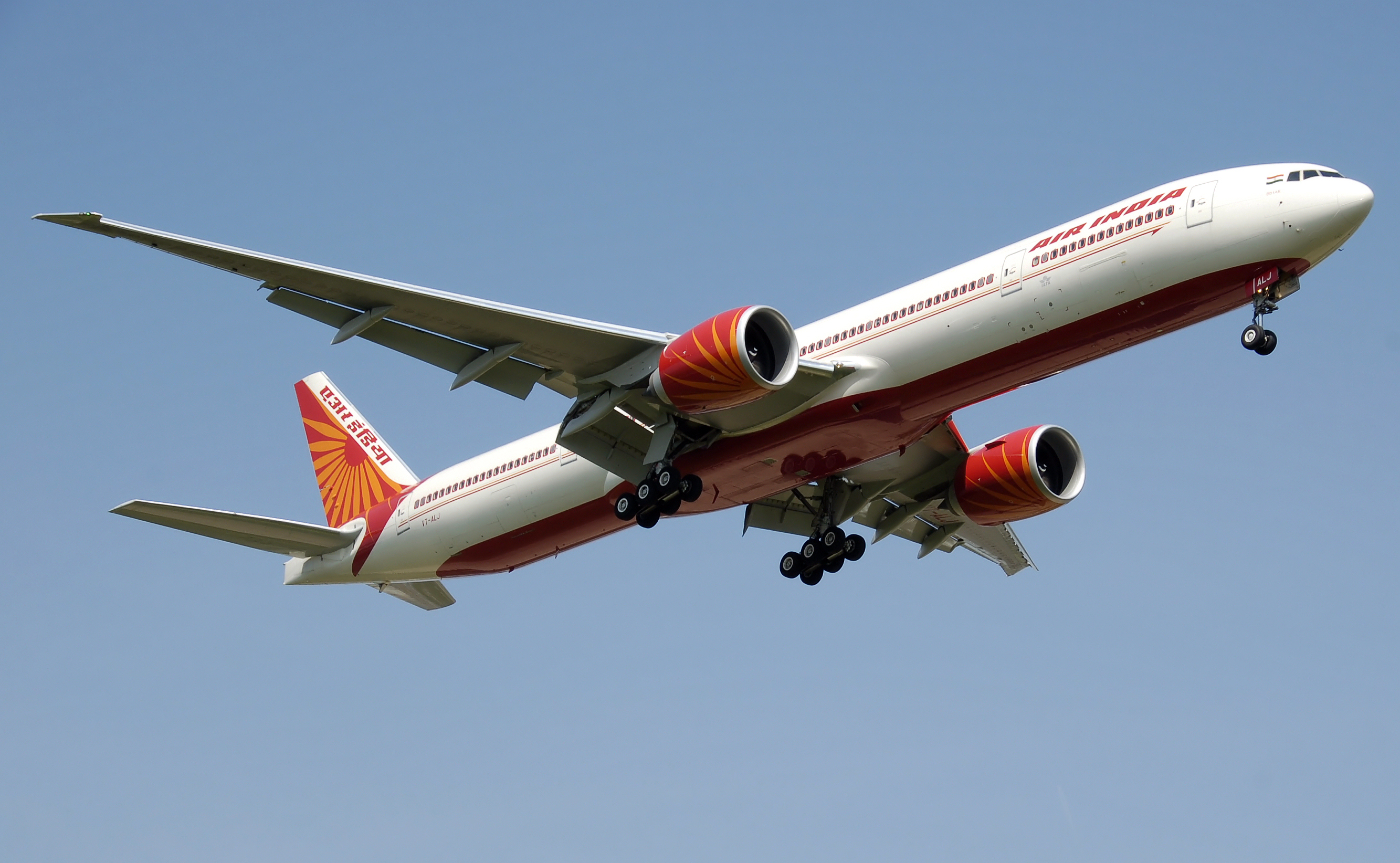
Boeing 777-300ER

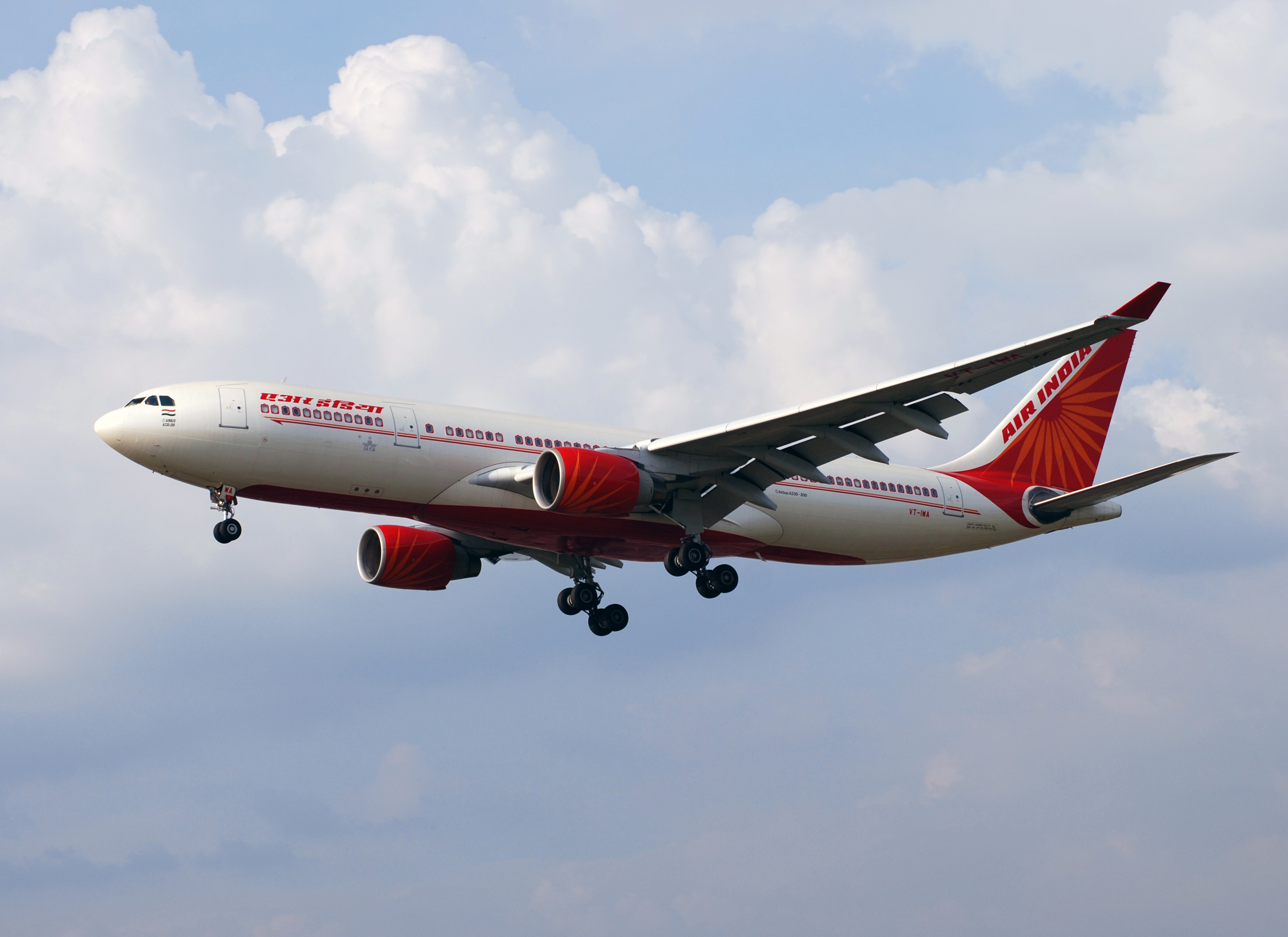
Airbus A330-200

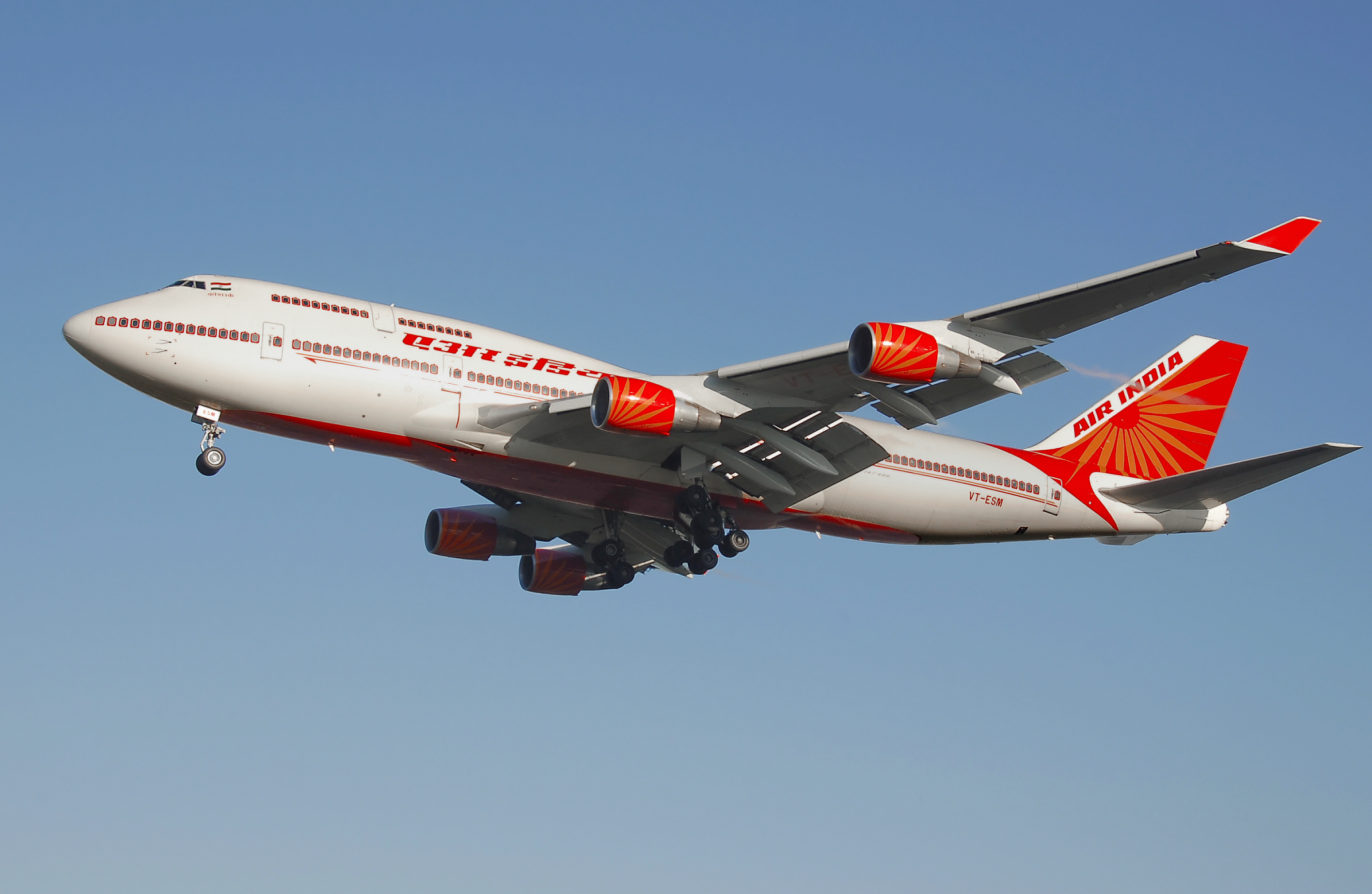
Boeing 747-400

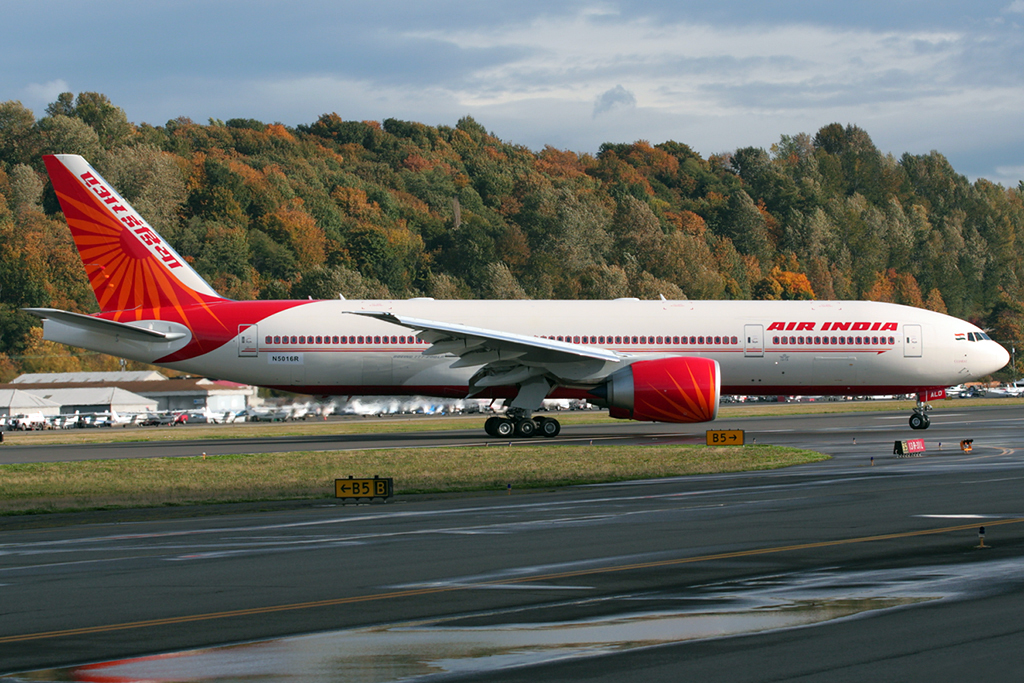
Boeing 777-200LR

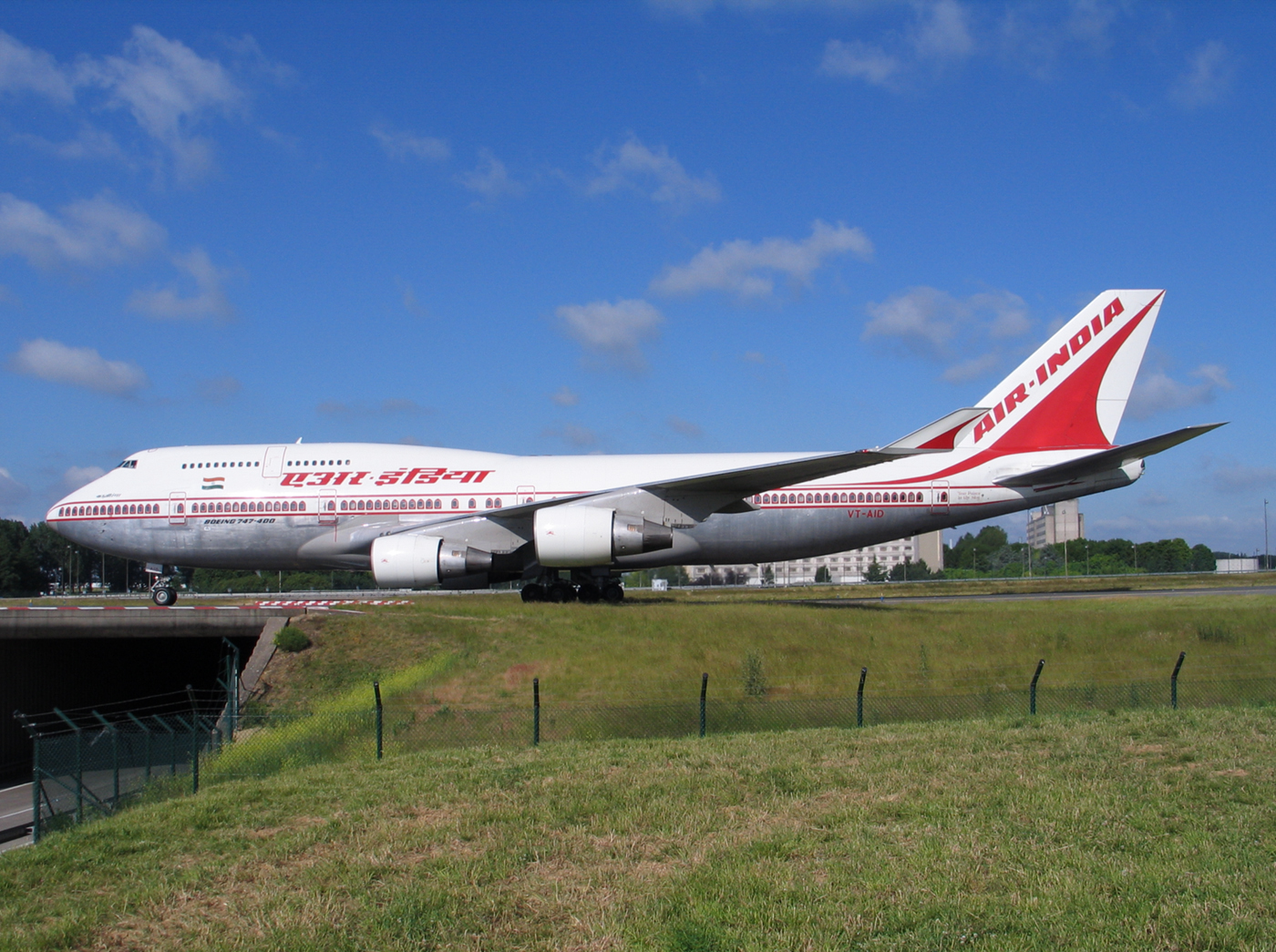
Boeing 747-400

Air Indias destinationer i mars 2017
Abu Dhabi
Agartala
Ahmedabad
Aizwal
Amritsar
Aurangabad
Bangalore
Bangkok
Bhopal
Bhubaneswar
Chandigarh
Chennai
Chicago
Coimbatore
Dammam
Dehradun
Delhi
Dibrugarh
Dimapur
Dubai
Frankfurt
Gaya
Goa
Guwahati
Hongkong
Hyderabad
Imphal
Indore
Jaipur
Jammu
Jamnagar
Jeddah
Jodhpur
Kabul
Kathmandu
Khajuraho
Kochi
Kolkata
Kozhikode
Kuwait
London
Lucknow
Madurai
Malé
Mangaluru
Mumbai
Muscat
Newark
New York
Osaka
Paris
Patna
Port Blair
Pune
Raipur
Rajkot
Ranchi
Riyadh
Seoul
Shanghai
Sharjah
Silchar
Siliguri
Singapore
Srinagar
Thiruvananthapuram
Tirupati
Tokyo
Toronto
Udaipur
Varanasi
Visakhapatnam
Rangoon		
Totalt 75 destinationer